# Erste Schlacht von Tarentum
Koordinaten: 40° 28′ 0″ N, 17° 14′ 0″ O
Saguntum – Lilybaeum II – Rhone – Ticinus – Trebia – Cissa – Trasimenischer See – Ager Falernus – Geronium – Cannae – Nola I – Nola II – Ibera – Cornus – Nola III – Beneventum I – Syrakus – Tarentum I – Capua I – Beneventum II – Silarus – Herdonia I – Obere Baetis – Capua II – Herdonia II – Numistro – Asculum – Tarentum II – Neu Karthago – Baecula – Grumentum – Metaurus – Ilipa – Crotona – Große Felder – Cirta – Zama
Die Erste Schlacht von Tarentum ereignete sich 212 v. Chr. zwischen Rom und Karthago.

## Vorgeschichte
Hannibal hatte sich nach den Niederlagen bei Nola und Beneventum nach Süditalien zurückgezogen und näherte sich der nur schwach besetzten römischen Stadt Tarentum (heutiges Tarent). Die Bewohner wussten, dass die 5.000 Mann starke römische Besatzung unter der Führung des noch jungen und unerfahrenen Marcus Livius keine Chance gegen die 10.000 karthagischen Krieger hatte. Aus Angst vor einem möglichen Racheakt Hannibals gegen alles Römische beschlossen die Einwohner von Tarentum, auf die karthagische Seite überzulaufen.

## Die Schlacht
Als nun Hannibal sich näherte und sein Lager vor der Stadt aufschlug, öffneten einige Bewohner des Nachts die Stadttore. Die Karthager sahen sofort die Chance und stellten ihr Heer in Eile auf, um zur Stadt zu marschieren. Ein römischer Wächter bemerkte den Verrat und tötete den Schuldigen, doch es war schon zu spät und Marcus Livius musste auf ein höchst unvorteilhaftes Gefecht vor der Stadtmauer eingehen. Doch die Römer waren den karthagischen Fußtruppen unterlegen und flohen zurück in die Stadt. Hannibal besetzte die Stadt und ließ fast die gesamte Besatzung der Stadt hinrichten. Die kurze Schlacht war für die Karthager gewonnen.

## Folgen
Tarentum blieb drei Jahre lang in karthagischen Händen, bis die Römer es bei der Zweiten Schlacht von Tarentum zurückeroberten.